# Selección de béisbol de los Países Bajos
La Selección de béisbol de los Países Bajos es el equipo que representa al país en los torneos de la disciplina y es controlado por la Real Federación de Béisbol y Softbol de los Países Bajos. Cabe destacar que la gran mayoría de los jugadores de esta selección provienen de los territorios autónomos de Aruba y Curazao, donde el béisbol es de los deportes más populares, siendo potencia mundial en la disciplina y protagonista importante de torneos como el Clásico Mundial de Béisbol, además de ser el último campeón de la extinta Copa Mundial de Béisbol de la IBAF. Incluso Curazao tiene jugadores en equipos de las Grandes Ligas estadounidenses. En Europa es el dominador absoluto de este deporte con 23 campeonatos europeos, siendo Italia la única con nivel para amenazar su supremacía en el continente, aunque los italianos están lejos del palmarés de Países Bajos.

## Roster
| Países Bajos Clásico Mundial de Béisbol 2023 |  |                                    |                            |
| C U E R P O T É C N I C O                    |  |                                    |                            |
| Mánager                                      |  | Bandera de los Países Bajos        | Hensley Meulens            |
| Coach de Banca                               |  | Bandera de ?                       |                            |
| Coach de Pitcheo                             |  | Bandera de ?                       |                            |
| Coach de Bullpen                             |  | Bandera de ?                       |                            |
| Coach de Bateo                               |  | Bandera de ?                       |                            |
| Coach de Bateo                               |  | Bandera de ?                       |                            |
| Coach de 3ra base                            |  | Bandera de ?                       |                            |
| Coach de 1ra base                            |  | Bandera de ?                       |                            |
| Asist. Coach de Bateo                        |  | Bandera de ?                       |                            |
| Gerente General                              |  | Bandera de ?                       |                            |
| Roster Manager                               |  | Bandera de ?                       |                            |
| J U G A D O R E S                            |  |                                    |                            |
| L A N Z A D O R E S                          |  |                                    |                            |
| Batea: D / Tira: D                           |  | Bandera de los Países Bajos        | Mike Bolsenbroek           |
| Batea: D / Tira: D                           |  | Bandera de los Países Bajos        | Dennis Burgersdijk         |
| Batea: D / Tira: D                           |  | Bandera de los Países Bajos        | Jiorgeny Casimiri (TOR)    |
| Batea: D / Tira: D                           |  | Bandera de los Países Bajos        | Tom de Blok                |
| Batea: D / Tira: D                           |  | Bandera de los Países Bajos        | Aaron de Groot             |
| Batea: D / Tira: D                           |  | Bandera de Curazao                 | Jaydenn Estanista (PHI)    |
| Batea: Z / Tira: Z                           |  | Bandera de los Países Bajos        | Dylan Farley               |
| Batea: D / Tira: D                           |  | Bandera de Curazao                 | Wendell Floranus (QROO)    |
| Batea: D / Tira: D                           |  | Bandera de los Países Bajos        | Arij Fransen (CIN)         |
| Batea: D / Tira: D                           |  | Bandera de los Países Bajos        | Lars Huijer                |
| Batea: Z / Tira: Z                           |  | Bandera de Aruba                   | Ryan Huntington            |
| Batea: D / Tira: D                           |  | Bandera de Curazao                 | Kenley Jansen (BOS)        |
| Batea: D / Tira: D                           |  | Bandera de Curazao                 | Jair Jurrjens (ARA)        |
| Batea: D / Tira: D                           |  | Bandera de Aruba                   | Antwone Kelly (PIT)        |
| Batea: D / Tira: D                           |  | Bandera de Curazao                 | Kevin Kelly                |
| Batea: D / Tira: D                           |  | Bandera de Curazao                 | Shairon Martis             |
| Batea: D / Tira: D                           |  | Bandera de Aruba                   | Eric Méndez Matos          |
| Batea: D / Tira: D                           |  | Bandera de Aruba                   | Scott Prins                |
| Batea: D / Tira: D                           |  | Bandera de la República Dominicana | Pedro Strop (ESC)          |
| Batea: D / Tira: D                           |  | Bandera de Curazao                 | Juancarlos Sulbaran        |
| Batea: D / Tira: D                           |  |                                    | Franklin Van Gurp          |
| Batea: D / Tira: D                           |  | Bandera de Estados Unidos          | Derek West (HOU)           |
| R E C E P T O R E S                          |  |                                    |                            |
| Batea: D / Tira: D                           |  | Bandera de Aruba                   | Sicnarf Loopstok           |
| Batea: D / Tira: D                           |  | Bandera de Curazao                 | Dashenko Ricardo           |
| Batea: D / Tira: D                           |  | Bandera de Aruba                   | Chadwick Tromp (ATL)       |
| J U G A D O R E S D E C U A D R O            |  |                                    |                            |
| Batea: L / Tira: D                           |  | Bandera de Aruba                   | Xander Bogaerts (SD)       |
| Batea: Z / Tira: D                           |  | Bandera de los Países Bajos        | Didi Gregorius             |
| Batea: D / Tira: D                           |  | Bandera de los Países Bajos        | Dwayne Kemp                |
| Batea: Z / Tira: D                           |  | Bandera de Puerto Rico             | Richard Palacios (CLE)     |
| Batea: D / Tira: D                           |  | Bandera de Curazao                 | Juremi Profar              |
| Batea: D / Tira: D                           |  | Bandera de Curazao                 | Jonathan Schoop (DET)      |
| Batea: D / Tira: D                           |  | Bandera de Curazao                 | Sharlon Schoop             |
| Batea: D / Tira: D                           |  | Bandera de Curazao                 | Andrelton Simmons          |
| Batea: D / Tira: D                           |  | Bandera de Estados Unidos          | Alexander Wiel             |
| J A R D I N E R O S                          |  |                                    |                            |
| Batea: D / Tira: D                           |  | Bandera de Curazao                 | Wladimir Balentien (CBO)   |
| Batea: Z / Tira: Z                           |  | Bandera de Curazao                 | Rogearvin Angelo Bernadina |
| Batea: D / Tira: D                           |  | Bandera de Aruba                   | Ray-Patrick Didder         |
| Batea: Z / Tira: D                           |  | Bandera de Estados Unidos          | Joshua Palacios            |

## Palmarés
- Copa Mundial de Béisbol: 1

2011
- Eurocopa de Béisbol: 24

1956, 1957, 1958, 1960, 1962, 1964, 1965, 1969, 1971, 1973, 1981, 1985, 1987, 1993, 1995, 1999, 2001, 2003, 2005, 2007, 2014, 2016, 2019, 2021
- Torneo World Port: 2

1999, 2009
- Haarlemse Honkbalweek: 4

2004, 2006, 2010, 2016